# Парамешвараварман I
Парамешвараварман I — тамільський цар з династії Паллавів, який правив у Південній Індії наприкінці VII століття.

## Життєпис
Правління Парамешваравармана позначилось відновленням конфлікту з Чалук'ями на чолі з Вікрамадітьєю I, який бився ще з його дідом. 674 року дві армії зустрілись у Перуваланаллурі (біля Тіручирапаллі) і Парамешвараварман здобув перемогу, незважаючи на значну перевагу противника у силі.